# إيبك ميكي 2: ذا باور أوف تو
إيبك ميكي 2: ذا باور أوف تو (بالإنجليزية: Epic Mickey 2: The Power of Two)‏ هي لعبة فيديو من نوع أكشن-مغامرات و‌منصات والتي اصدرت على بلاي ستيشن 3، و‌إكس بوكس 360، و‌وي يو، و‌وي، و‌ بلاي ستيشن فيتا، و‌ميكروسوفت ويندوز، و‌ماك أو إس X. اللعبة تابعة للعبة إيبك ميكي وتتوفر اللعبة في الشرق الأوسط على بلاي ستيشن 3 وإكس بوكس 360 وبلاي ستيشن فيتا مع وجود اللغة العربية من خيارت اللغات الصوتية.
اللعبة أيضاً لديها عنوان مرافق يدعى إيبك ميكي: باور أوف إلوجن ( Epic Mickey: Power of Illusion) على منصة نينتندو 3دي إس.

## حكبة اللعبة
قصة اللعبة تحكي عن عودة ميكي ماوس وأخيهي أوسوالد الأرنب المحظوظ إلى « البورة » (Wasteland) ومواجهتهما للطبيب المجنون.

## وصلات خارجية
- الموقع الرسمي في المملكة المتحدة
- الموقع الرسمي في أمريكا الشمالية